# Hoplitis louisae
Hoplitis louisae är en biart som först beskrevs av Cockerell 1934.  Hoplitis louisae ingår i släktet gnagbin, och familjen buksamlarbin. Inga underarter finns listade i Catalogue of Life.